# Afag Massoud
Afag Massoud (Bakou, 3 juin 1957) est une écrivaine azerbaïdjanaise, bénéficiaire de la pension personnelle du président de la république d'Azerbaïdjan.

## Biographie
Le 16 janvier 2025, par le Président de la République d'Azerbaïdjan, Ilham Aliyev, ils ont été récompensés par la pension personnelle du Président de la république d'Azerbaïdjan pour leurs contributions au développement de la littérature azerbaïdjanaise.